# 16209 Sterner
16209 Sterner è un asteroide della fascia principale. Scoperto nel 2000, presenta un'orbita caratterizzata da un semiasse maggiore pari a 2,4127681 UA e da un'eccentricità di 0,1928391, inclinata di 0,71527° rispetto all'eclittica.